# Catfights and Spotlights
Catfights and Spotlights är det brittiska popbandet Sugababes sjätte studioalbum, utgivet den 20 oktober 2008.

## Låtförteckning
1. "Girls" (Allen Toussaint, Anna McDonald, Nicole Jenkinson) — 3:11
2. "You on a Good Day" (Klas Åhlund, K. Buchanan) — 3:26
3. "No Can Do" (Jason Pebworth, Jon Shave, George Astasio, Geeki) — 3:11
4. "Hanging on a Star" (J. Pebworth, J. Shave, G. Astasio, Geeki, Keisha Buchanan) — 3:22
5. "Side Chick" (K. Åhlund, Alex Purple, K. Buchanan) — 3:40
6. "Unbreakable Heart" (K. Åhlund, Max Martin) — 3:52
7. "Sunday Rain" (Steve Booker, Karen Poole, K. Buchanan, Heidi Range, Amelle Berrabah) — 4:01
8. "Every Heart Broken" (K. Åhlund) — 4:09
9. "Beware" (K. Åhlund, A. Berrabah) — 2:55
10. "Nothing's as Good as You" (J. Pebworth, J. Shave, G. Astasio, Geeki) — 3:03
11. "Sound of Goodbye" (S. Booker, K. Poole, K. Buchanan) — 4:23
12. "Can We Call a Truce" (K. Åhlund, A. Purple, Deanna, K. Buchanan) — 4:33

Bonusspår
1. "About You Now" (Acoustic Version) (Cathy Dennis, Lukasz Gottwald) — 2:46
2. "She's Like a Star" (with Taio Cruz) (Taio Cruz) — 2:43
3. "Girls" (Klas Åhlund re-work, digital download accessed via Enhanced CD section) — 3:12

## Singlar
- "Girls" (20 september 2008)
- "No Can Do" (22 december 2009)